# باشگاه بسکتبال آورتا ساری
باشگاه بسکتبال آورتا ساری مازنداران یک باشگاه بسکتبال ایرانی است که در ساری قرار دارد. این باشگاه در سال ۱۴۰۱ به لیگ برتر بسکتبال ایران صعود کرد.

## افتخارات
- نایب قهرمانی لیگ دسته دوم بسکتبال کشور ۰۰-۱۳۹۹
- مقام سوم لیگ دسته اول بسکتبال کشور ۰۱-۱۴۰۰